# Мантиест кардинал
Мантиест кардинал (Paroaria capitata) е вид птица от семейство Тангарови (Thraupidae).

## Разпространение и местообитание
Разпространен е в Аржентина, Боливия, Бразилия, Парагвай, САЩ и Уругвай.